# Utricularia tridactyla
Utricularia tridactyla är en tätörtsväxtart som beskrevs av Peter Geoffrey Taylor. Utricularia tridactyla ingår i släktet bläddror, och familjen tätörtsväxter. Inga underarter finns listade i Catalogue of Life.